# Marthe Robin
Pour les articles homonymes, voir Robin.
Ne doit pas être confondu avec Muriel Robin.
Marthe Robin, née le 13 mars 1902 à Châteauneuf-de-Galaure (Drôme) et morte dans la même ville le 6 février 1981, est une mystique catholique française, déclarée vénérable en novembre 2014 par le pape François, fondatrice des Foyers de charité. Elle est connue pour des phénomènes supposés tels que des visions religieuses, des stigmates et une inédie. Leur authenticité a été remise en cause, notamment par deux ouvrages parus en 2020 et 2021.

## Biographie

### Enfance

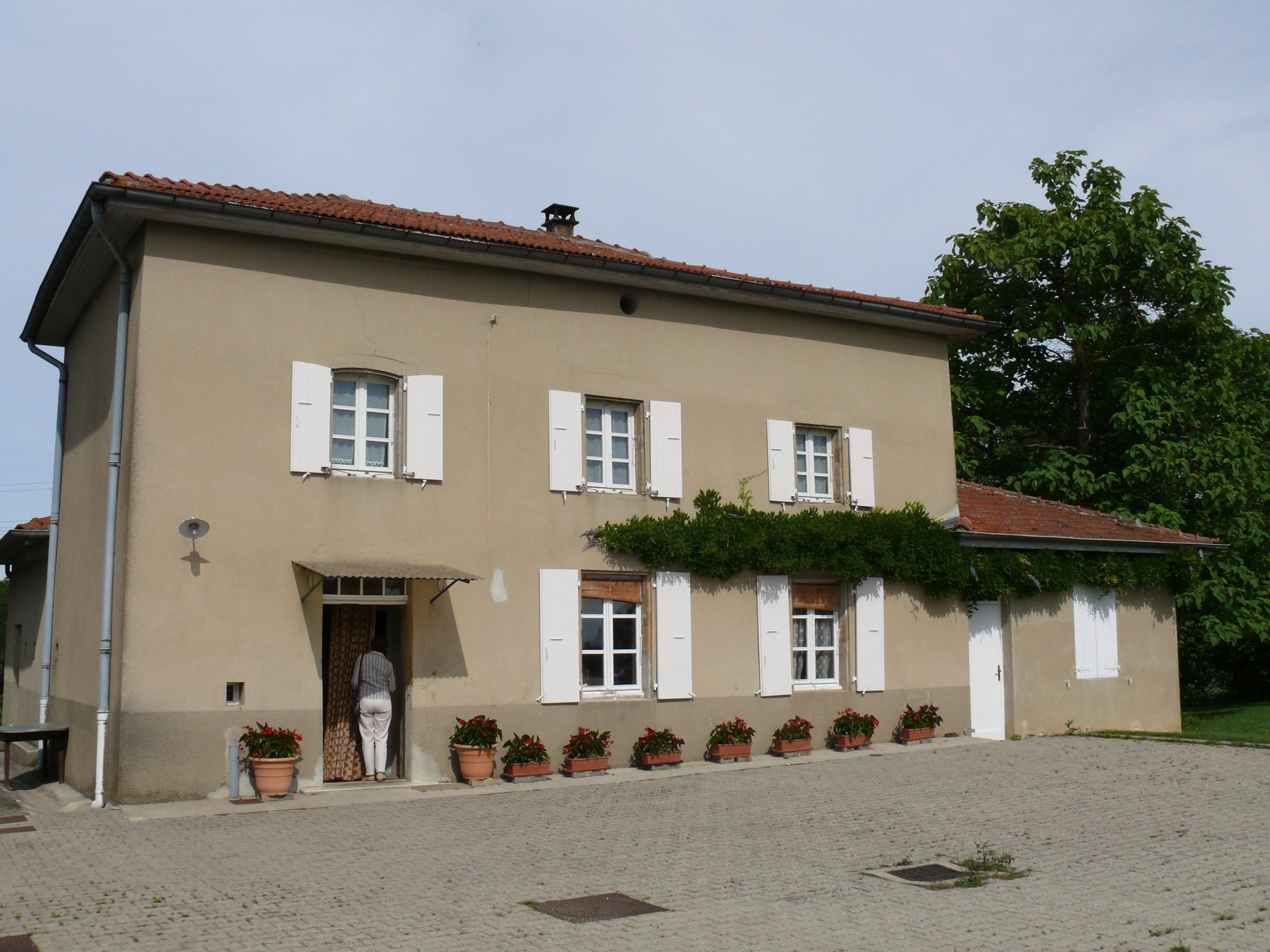
La ferme Robin.

Marthe Robin naît le 13 mars 1902 dans la Drôme, au hameau des Moïlles, lieu-dit « La Plaine », dépendance de Châteauneuf-de-Galaure, village d'environ 1 200 habitants. Elle est la dernière enfant d'une fratrie composée de cinq filles et un garçon. Ses parents, Joseph-Michel Robin et Amélie-Célestine Chosson, mariés en 1889, exploitent une ferme de 13 hectares dans laquelle travaille l'ensemble de la famille.
En 1903, Marthe est atteinte de la fièvre typhoïde, maladie qui emporte sa sœur Clémence et atteint d'autres membres de sa famille, dont son frère et l'une de ses sœurs qui en garderont des séquelles. Elle-même échappe de peu à la mort « sans que l'on sache le poids que cet épisode aura sur sa santé future. »,.
Ses parents sont catholiques mais pratiquent peu,. Marthe Robin reçoit cependant une éducation chrétienne. Elle suit le catéchisme, fait sa première communion à l'âge de 10 ans, puis sa communion solennelle deux ans plus tard. Elle fréquente l'école communale jusqu’à l’âge de 13 ans. Elle suit le cours complémentaire, mais ne passe pas le certificat d’études primaires. Elle aide à la ferme familiale. Elle est décrite par les témoins de l'époque comme « une fille intelligente, joyeuse, ouverte et taquine »,.

### Maladie

#### Premiers symptômes
Marthe Robin tombe malade à l'âge de 16 ans, au début de l'été 1918. Elle souffre de maux de tête, de douleurs oculaires et de vomissements. Elle est soignée par le médecin de Saint-Sorlin. Une « crise nerveuse » ou une épilepsie sont évoquées. La fin de l'année est marquée par des poussées de fièvre. Un côté de son corps est paralysé et elle éprouve de très vives douleurs. À partir du 1er décembre, elle demeure inconsciente durant quatre jours. Deux médecins de Saint-Vallier qui l’examinent pensent à une tumeur cérébrale. Elle reçoit l'extrême-onction du curé du village, l'abbé Payre. Son état s'améliore pendant quelques semaines, mais en février elle s'évanouit dans la cuisine. Ses membres inférieurs ne la soutiennent plus et elle tombe dans une longue phase de léthargie accompagnée d'une perte de la vision. L'on pense alors à une encéphalite. Elle connaît une période de rémission au printemps 1921,,,. Elle aurait eu une première apparition de la Vierge Marie en 1921 ou 1922,. 
Elle ne marche que péniblement en s'aidant de béquilles. Les médecins pensent à une poussée de rhumatismes et l'envoient en octobre 1923 suivre une cure de bains chauds résineux durant trois semaines à Saint-Péray en Ardèche,,. Au mois de juin 1925, elle apprend qu'elle est inscrite pour un pèlerinage à Lourdes : elle cède sa place. Elle fait le 3 octobre 1927 (ou 1926 selon les sources) une grave hémorragie digestive et reçoit à nouveau les derniers sacrements,,. Elle tombe dans le coma, à l'issue duquel elle affirme avoir eu une première vision de Thérèse de Lisieux. Les premières apparitions du démon remonteraient aussi à cette époque selon ses déclarations lors de l'expertise médicale de 1942. Elle vit douloureusement l’incompréhension de son entourage : celle de l'abbé Léon Faure nommé curé du village en 1923, mais aussi celle de son père,.

#### Paralysie
Le 25 mars 1928, elle connaît une paraplégie complète qui la laisse définitivement alitée : les « jambes se replient sous elle, les talons posés sur le haut des cuisses. »,. Lors d’une mission paroissiale organisée à Châteauneuf-de-Galaure, deux prêtres capucins, le père Jean et le père Marie-Bernard, rendent visite à Marthe Robin le 3 décembre 1928. Ils la convainquent d'entrer dans le Tiers-Ordre franciscain,,. Marthe Robin rapporte à l'abbé Faure, curé du village, que le Christ lui serait apparu dans la nuit du 4 au 5 décembre 1928,. Le 2 février 1929 ses bras eux-mêmes deviennent raides, puis ses mains,. Cet état d'impotence est décrit par différents témoins qui se sont occupés d'elle,. Le 8 mai, veille de l'Ascension, elle aurait vu à nouveau le Christ, puis la Vierge le 15 août, jour de l'Assomption.

### Vie mystique
Selon ses proches, à partir de 1930, elle n’avale plus aucune nourriture, hormis la communion aux hosties consacrées, inédie qui dure jusqu'à sa mort, cinquante et un ans plus tard. Bernard Peyrous, ancien postulateur de la cause, reconnaît cependant dans sa biographie qu'il arrive qu'« elle se traîne sur le plancher de sa chambre pour satisfaire parfois ses besoins intimes ».
Au début du mois d’octobre 1930, selon le témoignage du père de Malmann[Qui ?], seraient apparus les premiers stigmates,,. En octobre-novembre 1931, selon son propre témoignage, elle aurait commencé à revivre chaque vendredi la Passion du Christ. Ce phénomène se serait répété chaque semaine jusqu'à sa mort en 1981, selon ce que rapportent des témoins, ses proches et de nombreux prêtres, parmi lesquels le chanoine Bérardier, les abbés Marteau et Ollagnier, envoyés en 1942 par Étienne-Marie Bornet, évêque auxiliaire de Lyon.

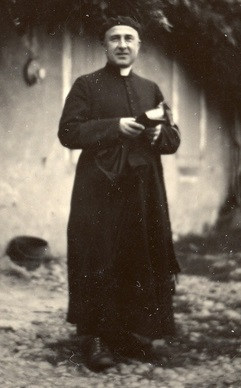
L'abbé Georges Finet, père spirituel de Marthe Robin à partir de 1936 (photo non datée).

### Fondations et rencontres
Bien qu'obligée de rester dans sa chambre, Marthe Robin fait de nombreuses rencontres. À partir de 1928, elle est accompagnée spirituellement par l’abbé Faure, curé de sa paroisse. Elle participe à la vie du diocèse et de son village, à sa façon[évasif]. En octobre 1934, à son initiative, une école de filles est créée à Châteauneuf-de-Galaure. Celle-ci va se développer rapidement. Elle rencontre, en 1936, l'abbé Georges Finet, prêtre lyonnais qui devient son père spirituel, et le restera jusqu’à sa mort. Il l’aidera à fonder le premier des Foyers de charité à Châteauneuf-de-Galaure,.
Des laïcs participent à la vie de ce foyer, sous la responsabilité d’un prêtre. Celui de Châteauneuf-de-Galaure organise des retraites de cinq jours auxquelles participeront jusqu'à 2 000 retraitants chaque année. Les hommes et les femmes font séparément des retraites pendant les premières années du Foyer, mais peuvent y prendre part en commun à partir de l'automne 1941. La majorité d'entre eux, à l’issue de chaque retraite, rendent visite à Marthe. En cinquante années, le nombre de personnes qu'elle rencontre individuellement est estimé à environ 103 000 personnes,,, dont des centaines de prêtres et de nombreux évêques. Certains visiteurs attendaient d’elle des conseils pour leur vie. Selon Bernard Peyrous, elle ne donnait, généralement, « pas de conseils affirmatifs, encore moins catégoriques. Elle posait des questions, faisait des suggestions, dégageait les fausses pistes et laissait la personne conclure elle-même. » Elle a également tenu une importante correspondance.

### Derniers jours et obsèques
Début février 1981, elle est prise de quintes de toux de plus en plus violentes. Le jeudi 5 février, elle est très fiévreuse. Ce soir-là, comme chaque semaine, elle prie pour s'unir à la Passion du Christ. Des membres du foyer disent le chapelet près d'elle puis la laissent seule. Le lendemain, vers 17 heures, quand Georges Finet entre dans sa chambre, il trouve Marthe inanimée sur le sol, près de son lit. Elle est morte probablement dans les premières heures du vendredi 6 février, à l'âge de 78 ans. Le Père Colon, docteur en médecine, et le Dr Andolfatto, médecin à Châteauneuf-de-Galaure, constatent le décès. Aucune autopsie n'est toutefois réalisée.
Ses obsèques ont lieu le 12 février, dans le sanctuaire de Châteauneuf-de-Galaure, en présence de quatre évêques et plus de deux cents prêtres. Elle est enterrée au cimetière de Saint-Bonnet.

## Le procès en béatification
Le 10 février 1986, l'évêque de Valence, Didier-Léon Marchand, demande l'ouverture du procès canonique. Jacques Ravanel, fondateur du Foyer de charité de La Flatière (Haute-Savoie), est nommé postulateur. Il est aidé par Marie-Thérèse Gille, membre du Foyer de charité de Châteauneuf-de-Galaure et responsable de l'école de filles de 1972 à 2005. Une commission d'enquête est créée et un appel à témoignages est lancé ; il recueille « 1 029 lettres, de tous les continents, témoignant de grâces reçues par l'intercession de Marthe, avant ou après son décès ». 111 témoins sont interrogés sous serment. Une dizaine d'experts sont désignés : théologiens, historiens, médecins, exorcistes,. L'ensemble, appelé la copia publica, composé de 700 témoignages et de 25 expertises, représente 17 000 pages. Le père carme Conrad De Meester, spécialiste de Thérèse de Lisieux et d'Élisabeth de la Trinité, est choisi en 1988 pour étudier la correspondance et les écrits de Marthe Robin, soit 4 000 pages dactylographiées. Il rend en 1989 un rapport qu'il complète en 1994.
Après cette étape diocésaine de 10 ans, la Congrégation pour la cause des saints nomme en 1996 un nouveau postulateur, Bernard Peyrous, prêtre de la communauté de l'Emmanuel, et une vice-postulatrice, Marie Thérèse Gille. Ils s'attellent en 1998 à l'établissement de la positio, un corpus restreint (environ 2 000 pages) des documents recueillis durant l'enquête diocésaine avec le concours de l'historien Joachim Bouflet qui avait travaillé à la cause en béatification d'Anne Catherine Emmerich.
Les postulateurs transmettent la positio finalisée à la Congrégation pour la cause des saints qui la signe le 6 mai 2010. Le 7 novembre 2014, le pape François autorise la promulgation du décret reconnaissant l'« héroïcité des vertus »,.
Bernard Peyrous est démis de ses fonctions en octobre 2017 à la suite de « gestes gravement inappropriés de sa part vis-à-vis d’une femme majeure », Marie-Thérèse Gille décède le 25 de ce même mois. Sophie Guex, membre des Foyers de charité, est nommée postulatrice le 8 juin 2018.
La parution en octobre 2020 de l'ouvrage posthume La Fraude mystique de Marthe Robin du père Conrad De Meester crée une controverse. Selon l'hebdomadaire chrétien La Vie, les conclusions du livre sont « une claire contestation de la décision romaine » de 2014 qui avait reconnu l'héroïcité des vertus. Jean-Marie Guénois indique que la « thèse [du livre] est vigoureusement contestée, depuis l’annonce de la publication, par la famille de Marthe Robin, par les Foyers de charité, œuvre qu’elle a fondée. Et, sur un mode officieux pour l’heure, mais formel, par le Vatican ». Pour leur part, les membres de la famille Robin reprochent à Conrad De Meester d'affirmer des éléments en dehors de son champ de compétence et sans avoir cherché à prendre contact avec l'entourage de Marthe Robin,. Sophie Guex rappelle qu'il n'était que l'un des 28 experts consultés et s'oppose à ses conclusions : les passages prétendument plagiés par Marthe Robin ne seraient que des passages recopiés pour un usage personnel, puis réutilisés pour décrire son expérience mystique. La Congrégation pour les causes des saints, pour sa part, affirme que ce livre n'apporte rien de neuf : Conrad De Meester a été auditionné, son rapport a été reçu et étudié, l’Église a répondu à ses objections sans retenir ses théories,.

## Le cas Marthe Robin

### Le problème médical

#### Avant la mort de Marthe Robin
Le 14 avril 1942, deux médecins choisis par Camille Pic, évêque de Valence, le Pr Dechaume et le Dr Ricard, beau-frère du Père Georges Finet, examinent Marthe Robin pour juger de l'authenticité des phénomènes. Dans leur rapport de trente-cinq pages, ils affirment « la réalité des stigmates sanglants », mais sans avoir trouvé « la moindre lésion qui pût expliquer la provenance de sang ». Ils jugent qu'ils ne sont pas à mettre « sur le compte de troubles vaso-moteurs d'ordre psychique » et éliminent « l'origine hystérique [...] des symptômes observés »,. Ils posent le diagnostic d'une encéphalite léthargique, également appelée maladie de von Economo-Cruchet, ce que laissent supposer également les symptômes de migraines violentes et fièvres, et de spasticité soudaine et totale de tout le corps,. L'objectivité et la méthodologie scientifique de cet examen médical sont mises en doute par Conrad De Meester.
Un examen complémentaire pour étudier l'apparition de ces stigmates et vérifier l'inédie de Marthe sous le contrôle « de quatre infirmières, deux religieuses et deux civiles, qui se relaieraient jour et nuit pendant quatre semaines continues [...] sans la quitter une minute » est prévu en octobre 1942, différé de quelques semaines, puis finalement abandonné en raison de l'invasion de la zone libre où se trouve Châteauneuf-de-Galaure.
En janvier 1981, Didier-Léon Marchand, évêque de Valence, demande à Marthe Robin, qui en accepte le principe, de subir des examens médicaux dans un établissement hospitalier lyonnais au printemps 1981. Son décès survient entre-temps.

#### Après sa mort
Dans le cadre de l'enquête diocésaine ouverte le 2 février 1988, les premiers experts contactés évoquent une pathologie psychique, à l'instar de Gonzague Mottet, qui a soutenu la même année sa thèse de médecine sur le cas de Marthe Robin et qui conclut à une « pathologie de type hystérique » qui n'exclut pas « la sincérité du sentiment religieux » : « l’avalanche de troubles qui n’ont en commun que leur appartenance à la classique sémiologie des manifestations hystériques est assez caricaturale pour nous permettre de porter le diagnostic de conversion hystérique. » Dans sa thèse de médecine soutenue en 1989, Thierry Montaut ne décèle pas dans son cas de troubles hystériques, mais une crise de mysticisme, voire une psychose, qui serait la conséquence d'une encéphalite virale. Le neuropsychiatre André Cuvelier décrit dans deux études de 1987 et 1992 « un psychisme très particulier, avec des états de conscience modifiés, très sensibles à la suggestion, présentant peut-être des personnalités multiples. » ce qui pourrait être, selon Joachim Bouflet, la clé des « secrétaires introuvables » repéré(e)s par Conrad De Meester.
L'un de ses biographes, François de Muizon, note qu'on a retrouvé dans la chambre de Marthe Robin des chaussons « un peu usagés » ainsi qu'une cuvette contenant du melæna, ces éléments donnant à penser qu'elle pouvait bouger plus que ce qu'on rapporte généralement. D'après François de Muizon, personne n'a jusqu'à présent su expliquer sa survie en dépit de son inédie. L'auteur déplore aussi qu'aucune autopsie n'ait été réalisée.
Conrad De Meester soulève également de nombreuses questions médicales[Lesquels ?], jamais abordées du vivant de Marthe Robin, ni juste après sa mort, avançant des éléments[Lesquels ?] permettant de douter de l'inédie de l'intéressée, ainsi que de son incapacité à se mouvoir.
Pour l'historien Joachim Bouflet, consultant auprès du postulateur de la Congrégation pour la cause des saints avant que ne soit effectués les travaux de cette Congrégation, « avant d’être une mystique, Marthe Robin est une malade. Le procès aurait dû être engagé sur cette base. [...] Marthe Robin s’est déplacée [...], elle a mangé, on en a les preuves ; personne n’a vu ses stigmates ; on a bâti une légende. Il convient de la ramener à ce qu’elle est, une très grande malade qui a souffert de dislocation de la personnalité. ». Il rappelle les travaux de Conrad De Meester expliquant le mécanisme par lequel la stigmatisée s'approprie un texte de Véronique Giuliani intitulé La Passion renouvelée. Recherchant les causes de ce qu'il qualifie de plagiat, l'historien estime que Georges Finet a « enfermé Marthe Robin dans un schéma » la présentant comme une sainte et une mystique grabataire dans la même veine qu'Anne Catherine Emmerich.

### La question des plagiats
Déjà repérés et commentés par Joachim Bouflet en 2003, les « emprunts massifs » de Marthe Robin, sont signalés par François de Muizon en 2011 qui décrit « un montage à la fois subtil et saisissant de construction, déconstruction et synthèse produisant finalement un agencement remarquable. » que l'auteur compare au « procédé assez habituel chez les prophètes bibliques notamment, qui consiste à reprendre des textes écrits par d'autres sans se soucier de préciser leur provenance, c’est-à-dire comme s'ils venaient d'eux. ».
Le fait que les écrits de Marthe aient été effectivement inspirés et pour une part « recopiés » sur les écrits d’autres mystiques était connu, et publiquement étudié : en témoignent les éditions par les Foyers de charité de son Journal en 2013 ou de la « douloureuse passion du sauveur » en 2016 où figurent de nombreuses notes précisant les emprunts aux autres mystiques[réf. nécessaire]. 
En octobre 2020 paraît de manière posthume le livre du père carme Conrad De Meester : La Fraude mystique de Marthe Robin. L'auteur, spécialiste de la mystique féminine, était l'un des deux experts chargés d’examiner les écrits de Marthe Robin lors de la phase diocésaine du procès, close en 1996. Il montre que sa correspondance et ses textes personnels, courant sur des milliers de pages, empruntent massivement à au moins vingt-neuf mystiques qui ne sont jamais citées par Marthe Robin : notamment Madeleine Sémer, Marie-Antoinette de Geuser – jusqu’à 23 passages dans une seule note –, Véronique Giuliani, Gemma Galgani, Anne-Catherine Emmerich, Catherine de Sienne, et Thérèse d'Avila, dont les livres lui avaient été recommandés ou offerts. Ce qu’il considère comme un plagiat vire selon lui au mensonge, lorsque Marthe Robin écrit "je" en reprenant le "je" d'autres mystiques. De nombreux passages sont par ailleurs réutilisés dans ses « passions » du vendredi. Le père De Meester en conclut que les passions de Marthe sont des mises en scène, et non des expériences mystiques véritables. Par ailleurs, selon ses analyses graphologiques, les écrits de cinq secrétaires seraient en réalité de la main-même de Marthe. Marthe Robin n'a jamais révélé les noms de ses secrétaires. La journaliste Céline Hoyeau, du journal La Croix, précise que Marthe Robin a utilisé « au détail près » les écrits de ces autres mystiques pour décrire ses propres passions. Céline Hoyeau interroge : « Comment pouvait-elle avoir vécu exactement la même chose? ».
La thèse du plagiat volontaire à des fins de fraude est contestée par le père Pierre Vignon qui invoque le phénomène spirituel d’« identification », déjà décrit par le jésuite italien Giandomenico Mucci (1938-2020) au sujet de Padre Pio, qui s'est servi de certaines lettres de la stigmatisée Gemma Galgani pour transcrire une expérience mystique proche de la sienne. Il présente également le cas du mystique espagnol Bernard-François de Hoyos (1711-1735) qui reprend sans les citer les écrits de Thérèse d'Avila et de Jean de la Croix. Il avance l'hypothèse de troubles mnésiques (cryptomnésie, hypermnésie et ecmnésie), conséquences de son encéphalopathie : « Sa maladie aura peut-être provoqué en elle une capacité à s'identifier, d'une part, aux auteurs qui éclairaient ce qu'elle vivait, d'autre part, à le restituer comme étant son expérience personnelle. ». 
Sophie Guex et Jacques Bernard, exégète et docteur en théologie, estiment que les termes de « plagiat », de « fraude » ou de « mensonge » ne peuvent pas caractériser l’intention de Marthe Robin, ses écrits ayant été pour la plupart rédigés ou dictés dès 1928 à la demande de son confesseur, le père Faure, curé de Châteauneuf-de-Galaure. C'est cette dernière thèse qui a été retenue par la postulatrice Sophie Guex en 2020.

#### L'influence de Marie-Ange Merlier
Dans le cadre d'un mémoire soutenu à l'École pratique des hautes études consacré à la genèse des Foyers de charité, son ancien secrétaire général, Thierry Coustenoble, est amené à faire des recherches sur Marie-Ange Merlier (1891-1978) née à Carvin dans le Pas-de-Calais. Son ouvrage en plusieurs tomes, Le Livre de l'amour miséricordieux paru en 1934 et un texte intitulé Message d’Arras, fruit de révélations privées, sont en effet mentionnés dans la correspondance entre Marthe Robin et Émilie Blanck (1875-1960), directrice de l’Œuvre de propagande du Sacré-Cœur de Lyon et inspiratrice des Foyers de charité. En étudiant les écrits de Marie-Ange Merlier, dont son volumineux journal intime (1929-1978) de près de 14 000 pages, Thierry Coustenoble repère de nombreuses expressions et notions lisibles dans le texte fondateur des Foyers de charité, écrit par Marthe Robin en 1936, que cette dernière présente comme un discours de Jésus appelant à la création de l’œuvre. Ce texte donné comme d'inspiration divine est en réalité une reformulation de passages empruntés à Marie-Ange Merlier. De la même façon, le texte du père Georges Finet datant de 1957, définissant la vocation des membres de l’œuvre, est la copie d'un texte de Marie-Ange Merlier. Pour Thierry Coustenoble, « chacun est libre de croire ou non que Dieu est derrière l’intuition des Foyers de charité, mais le récit qu’en fait Georges Finet – en occultant la place d’Émilie Blanck et les emprunts faits aux ouvrages de Marie-Ange – fabrique artificiellement la représentation d’une mystique – Marthe Robin – directement inspirée par Jésus. »,

### Phénomènes mystiques
La vie de Marthe Robin est caractérisée, d’après plusieurs auteurs,,, par des phénomènes mystiques. Les témoignages des proches, prêtres, évêques et laïcs l’ayant rencontrée sont repris dans l’enquête diocésaine (1986-1996), sur la base de laquelle Bernard Peyrous a écrit une biographie de Marthe. Marthe Robin souhaitait la discrétion sur ces phénomènes et encourageait ses proches et ses visiteurs à ne pas se focaliser sur eux,.

## Postérité

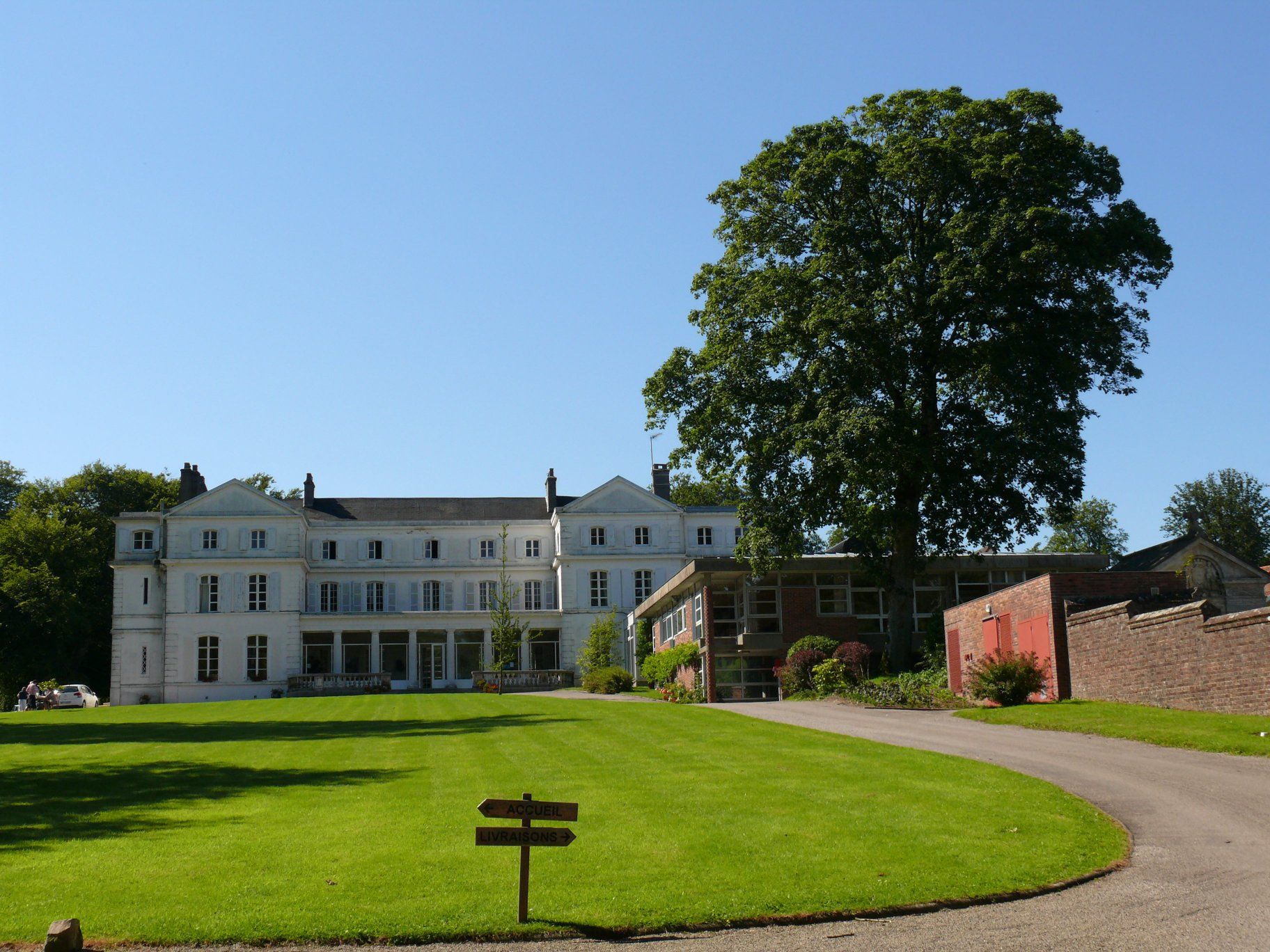
Le Foyer de charité de Courset, Pas-de-Calais, France.

### Les Foyers de charité
De nombreux Foyers de charité ont été fondés sous l'inspiration de Marthe Robin. En 1984, ils sont reconnus par l’Église catholique comme Association de fidèles de droit pontifical, dépendant du Conseil pontifical pour les laïcs. Les Foyers de charité sont en 2011 au nombre de 75, répartis dans 44 pays. Plusieurs responsables de Foyers de charité ont fait l'objet d'accusations posthumes pour des abus sexuels,,, dont le fondateur, Georges Finet, visé par une commission de recherches formée en 2019 qui fait état en mai 2020 d'« agissements gravement déviants ». Le 10 février 2022, à la suite de ces affaires d'abus sexuels, le Vatican nomme le cardinal Jean-Pierre Ricard, archevêque émérite de Bordeaux, délégué pontifical pour les Foyers de charité, afin de « gouverner l’association, de manière temporaire ».
Ces révélations posent la question de ce que Marthe Robin savait des abus commis par son directeur spirituel.

### Influence
Trente ans après sa mort, Marthe suscite encore une importante dévotion : le nombre des visiteurs qui se sont rendus dans la ferme de la Plaine, lieu où elle a vécu, a doublé entre 2001 et 2011, pour atteindre 40 000 par an.
Marthe Robin a reçu des visites de personnalités connues dans le monde catholique comme le théologien dominicain Réginald Garrigou-Lagrange, le philosophe Jean Guitton, et Marcel Clément. Elle a rencontré et influencé divers fondateurs de mouvements et de communautés : Marie-Hélène Mathieu, fondatrice de l'Office chrétien des personnes handicapées, sœur Magdeleine Hutin, sœur Norbert Marie et le père René Voillaume, fondateurs de communautés dont la spiritualité se rattache au père Charles de Foucauld, le père Henri Caffarel, fondateur des Équipes Notre-Dame, le père Michel Epagneul (1904-1997) fondateur des Frères Missionnaires des Campagnes, le père Paul Eberhard, fondateur de Notre-Dame de la Sagesse, Odile Dupont, fondatrice de la Famille monastique de Bethléem et Pierre Goursat fondateur de la communauté de l'Emmanuel,,,.
Elle a noué des liens d'amitié avec des membres de l'Arche, le père Thomas Philippe et Jean Vanier dès 1964, dont les abus sexuels ont été rendus publics pour le premier en 2015, et pour le second en 2020,.
Selon Olivier Landron, « Marthe Robin a exercé une influence déterminante sur la communauté Saint-Jean », dont elle a rencontré pour la première fois en 1948 le futur fondateur, le père Marie-Dominique Philippe, qui devient à partir de 1964 « pendant plusieurs décennies » le prédicateur attitré des retraites aux Foyers de charité. Au cours de l'une de ces retraites en 1975, il aurait sollicité l'avis de Marthe Robin sur l'opportunité d'une nouvelle fondation demandée par un groupe de cinq étudiants de l'université de Fribourg où il enseignait. Elle l'aurait vivement encouragé à accéder à leur demande. C'est ainsi, selon ses dires, que Marie-Dominique Philippe aurait franchi le pas et fondé la congrégation Saint-Jean, qui sera éclaboussée par de nombreux scandales d'abus sexuels tant de la part de ses membres que de son fondateur. Proche de ce dernier, Tünde Szentes, mère Myriam en religion, reçoit les conseils de Marthe Robin qu'elle rencontre en 1974. Elle avait fondé un an auparavant la « Fraternité de l'Immaculée », rebaptisée les Sœurs mariales d'Israël et de Saint Jean, qui sera finalement dissoute en 2005 par Philippe Barbarin en raison de dérives sectaires et de maltraitances physiques sur ses membres. Marthe Robin a également rencontré Olivier Fenoy entre 1966 et 1979 et l'aurait incité à étendre les activités de l'Office culturel de Cluny, à mi-chemin entre une association et une communauté dont il est le « berger ». L'association est accusée de dérives sectaires et son fondateur lui-même accusé d'abus sexuels sur d'anciens membres. Gérard Croissant alias « Ephraïm » se dit également fortement marqué par Marthe Robin qui lui aurait demandé en 1975 de se convertir au catholicisme, alors qu'il se destinait à être pasteur protestant. En 1990, il publie un livre dans lequel il lui rend hommage et la cite abondamment dans son autobiographie spirituelle où il raconte les débuts de la communauté des Béatitudes fondée par lui en 1973. La communauté est mise sous tutelle en 2010 en raison de ses dérives sectaires, des agressions pédophiles de l'un de ses membres, et de l'inconduite sexuelle de son fondateur. La page du site martherobin.com, propriété des Foyers de charité, consacrée à l'héritage de Marthe Robin et aux communautés qui lui sont liées a été expurgée des fondateurs et communautés controversés, par rapport à sa version initiale de 2017.
Dans La Trahison des pères publié en mars 2021, la journaliste et essayiste Céline Hoyeau s'interroge sur la « caution Marthe Robin » revendiquée par certains fondateurs de communautés nouvelles coupables d'abus sexuels : « S'est-elle trompée ? A-t-elle été instrumentalisée, y compris par son directeur spirituel, le père Finet ? Etait-elle une caution malgré elle ? [...] Ou fut-elle une "fausse mystique" comme le croit le carme Conrad De Meester ? » Elle cite l'historien Joachim Bouflet, spécialiste des phénomènes mystiques, qui a lu les dépositions, faites sous serment dans le cadre du procès en béatification, de Marie-Dominique Philippe, Gérard Croissant, et d'autres fondateurs controversés qui se sont prévalus des encouragements que leur aurait adressés Marthe Robin : « On ne trouve nulle trace dans leurs dépositions des paroles de Marthe Robin à leur égard qu’ils avaient pourtant rapportées dans la presse. Pour une déposition on demande au témoin des détails très concrets. Je ne fais confiance pour ma part qu’aux dépositions sous serment… ».

### Annonce d'une «Pentecôte d'Amour»
Marthe Robin est souvent associée aux mouvements du renouveau charismatique catholique par ses nombreuses rencontres auprès de fondateurs. Cette proximité trouve ses fondements dans le développement de la notion de « Pentecôte d'Amour » qu'elle prophétise en 1936 et qui doit « déferler sur le monde » après un renouveau de l'Église. Le thème est abordé dans un dialogue avec Jean Guitton. La famille de Marthe Robin conteste cette filiation qui fait d'elle la « prophétesse qui aurait annoncé le Renouveau charismatique des années 1970 ».
Dans l'introduction de l'ouvrage collectif Les Marges du christianisme. « Sectes », dissidences, ésotérisme, paru en 2001, l'historien Paul Airiau relève son « pseudo-joachimisme » qui la rattache à d'autres mystiques évoquées dans le livre.

#### Auteurs qui croient à la réalité des miracles dans la vie de Marthe Robin
- Raymond Peyret, Marthe Robin : La Croix et la Joie, Valence, Peuple libre, 1982, 207 p.
- Jean Guitton, Portrait de Marthe Robin, Grasset, 1985 (réimpr. 1999), 248 p. (ISBN 2-246362-22-9)
- Jean-Jacques Antier (préf. Jean Guitton), Marthe Robin, le voyage immobile, Perrin, 1991 (réimpr. 1996, 2006), 395 p. (ISBN 2-262-01193-1)
- Marcel Clément, Pour entrer chez Marthe, Fayard, 1993, 317 p. (ISBN 2-213-03133-9)
- Alain Assailly (préf. Bernard Peyrous, préambule de Jean Colon), Marthe Robin : 1902-1981 : témoignage d’un psychiatre : suprématie de l’esprit sur le corps, Paray-le-Monial, éditions de l’Emmanuel, 1996, 157 p. (ISBN 2-911036-26-3, BNF 35847034)
- Bernard Peyrous, Vie de Marthe Robin, Éditions de l'Emmanuel/Éditions Foyer de Charité, 2006, 368 p. (ISBN 978-2-915313-63-5, lire en ligne)
- Jacques Ravanel, Le secret de Marthe Robin, Presses de la Renaissance, 2008, 223 p. (ISBN 978-2-7509-0388-6)
- François de Muizon, Marthe Robin, le mystère décrypté, Paris, Presses de la Renaissance, 2011, 330 p. (ISBN 2-750906-72-5, lire en ligne)
- Bernard Peyrous, Le vrai visage de Marthe Robin, CLD éditions, 2021, 262 p. (ISBN 978-2-85443-611-2)
- Pierre Vignon, Marthe Robin en vérité, Artège, 2021, 269 p. (ISBN 979-10-336-1087-8)
- Yohan Picquart, Marthe Robin réhabilitée : Réponse à la polémique du père De Meester, Saint-Léger éditions, 2021, 145 p. (ISBN 978-2364527218).

#### Autres auteurs
- Gonzague Mottet, Marthe Robin la stigmatisée de la Drôme. Étude d'une mystique du XXe siècle, Toulouse, éditions Érès, 1989, 180 p. (ISBN 2-86586-132-5, BNF 35066733)
- Conrad De Meester, La Fraude mystique de Marthe Robin, Paris, éditions du Cerf, 8 octobre 2020, 416 p. (ISBN 978-2-204-14070-6, BNF 46656806, lire en ligne)
- Joachim Bouflet, Marthe Robin. Le verdict, Paris, Éditions du Cerf, 2021, 248 p. (ISBN 9782204145497, BNF 46818880, lire en ligne)
- Céline Hoyeau, La Trahison des pères. Emprise et abus des fondateurs de communautés nouvelles., Bayard, 2021, 352 p. (ISBN 978-2-2274-9870-9)

### Émissions de radio

#### Archives INA
- « Les pèlerinages à Châteauneuf-de-Galaure après le décès de Marthe Robin », Inter actualités de 8 heures (France Inter, 10 février 1981)
- Entretien de Jacques Chancel avec le philosophe Jean Guitton à propos de Marthe Robin (5 novembre 1985).
- « L’Énigme de Marthe Robin », extraits de La Tribune de l’Histoire (France Inter, 11 juin 1991)
- Marguerite Kardos-Enderlin raconte sa rencontre avec Marthe Robin en 1973. Extrait de « Le gai savoir » de Gérard Gromer (France Culture, 6 octobre 1996)

#### Sur France Culture
- « Marthe Robin, une sainte invention ? », Une histoire particulière, un récit documentaire en deux parties, France Culture ; un documentaire d'Alexis Charniguet, réalisé par François Teste ; intervenants : Joachim Bouflet, historien, consultant, auprès de postulateurs de la Congrégation pour la cause des saints, Guillaume Cuchet, historien du catholicisme, Jean-François Colosimo, historien et directeur général des éditions du Cerf, Renaud Escande, frère dominicain, directeur éditorial des éditions du Cerf, Sophie Guex, postulatrice de la cause de béatification de Marthe Robin, prédicatrice des Foyers de charité de Châteauneuf-de-Galaure
- « Marthe Robin, sainte et tricheuse », 17 janvier 2021, dans Superfail de Guillaume Erner sur France Culture ; intervenants : Isabelle de Gaulmyn, rédactrice en chef à La Croix, Patrick Sbalchiero, historien, spécialiste des phénomènes mystiques